# دينا بولوارت
دينا بولوارت (مواليد 31 مايو 1962) سياسية بيروفية، وموظفة مدنية، ومحامية تعمل حاليًا رئيسة لبيرو منذ 7 ديسمبر 2022. شغلت منصب النائب الأول للرئيس ووزيرة في وزارة التنمية والاندماج الاجتماعي في عهد الرئيس بيدرو كاستيلو. عملت مسؤولة في السجل الوطني لتحديد الهوية والأحوال المدنية منذ عام 2007 وحتى عام 2022. مع تولي بولوارت منصب نائب الرئيس، فإن رئيس مجلس الشيوخ أليخاندرو سوتو رييس يعتبر التالي في خط الخلافة.
بولوارت أول امرأة تتولى رئاسة بيرو. كانت عضوًا في الحزب السياسي الماركسي بيرو الحرة، وأدت اليمين عقب محاولة الرئيس بيدرو كاستيلو حل مجلس الشيوخ، مشيرًا إلى عرقلة المجلس التشريعي لحكومته، مما أدى إلى عزله وإطاحته واعتقاله. أتت رئاستها خلال فترة اضطراب سياسي في بيرو بدأت عام 2017. هي الرئيس السادس خلال خمس سنوات. سرعان ما تلقت الدعم من الجماعات اليمينية والمؤسسات الإعلامية في بيرو بسبب دعمها للتيار المحافظ والنموذج الاقتصادي الحالي. أنشأت بولوارت ائتلافًا مع الأغلبية اليمينية في مجلس الشيوخ في بيرو، الذي خسر الانتخابات العامة في بيرو عام 2021 لكنه لم يتنازل عنها، ومع القوات المسلحة البيروفية، ما أثار مخاوف بشأن تشكيل حكومة مدنية عسكرية. خلال الأشهر الأولى لرئاستها، ظهرت احتجاجات ضد حكومتها في جميع أنحاء بيرو، ارتكبت السلطات خلالها مذبحة أياكوتشو ومذبحة خولياكا. قال المحللون إن إدارة بولوارت شهدت تدهورًا ديمقراطيًا وتتجه نحو الاستبداد، ونتيجة لقمع الحكومة للاحتجاجات نقلت منظمة فريدوم هاوس دولة بيرو من تصنيف «حرة» إلى «حرة جزئيًا» في قائمة الحرية في العالم لعام 2023. أشادت بولوارت بالقوات المسلحة على الرغم من ارتكابهم لأعمال العنف، وقالت إنها على الرغم من كونها رئيسة أركان الجيش، لكنها لا تسيطر على قراراتهم.
أعلنت المدعية العامة للبيرو باتريشيا بينافيدس عن إجراء تحقيقات في يناير 2023 لتحديد ما إذا كانت بولوارت، ورئيس الوزراء ألبرتو أوتارولا، ووزير الداخلية فيكتور روخاس، ووزير الدفاع خورخي تشافيز قد ارتكبوا جرائم إبادة جماعية وجرائم قتل عمد. فتحت المجموعات في مجلس الشيوخ المعارضة لبولوارت دعوى لعزلها في 25 يناير 2023، مشيرة إلى العجز الأخلاقي. واصلت بعض حكومات أمريكا اللاتينية، بما في ذلك الأرجنتين، وبوليفيا، وكولومبيا، وهندوراس، والمكسيك، وفنزويلا، الاعتراف ببيدرو كاستيلو رئيسًا منتخبًا ديمقراطيًا لبيرو ورفضت الاعتراف ببولوارت.

## نائبة الرئيس (2021–2022)

### انتخابات
في الانتخابات الرئاسية لعام 2021، كانت جزءًا من التذكرة الرئاسية لبيدرو كاستيلو، التي انتصرت في جولة الإعادة.
خلال الحملة، نُظر إلى بولوارت على نطاق واسع على أنها أكثر اعتدالًا من كاستيلو، قائلة إنها لن تدعم تجاوز المحكمة الدستورية في بيرو، لكنها استمرت بالقول «إن الطبقة الوسطى الثرية في ليما ستتوقف بالتأكيد عن كونها طبقة وسطى ثرية». قالت بولوارت أيضًا إنه إذا أقيل كاستيلو من منصبه، فإنها ستستقيل دعمًا له. أثناء الحملة الانتخابية في بيورا، أوردت صحيفة دياريو كوريو تقريرًا عن وثائق شرطة مكافحة الإرهاب التي زعمت أن بولوارت شوهدت وهي تعمل بجانب أعضاء من حركة العفو والحقوق الأساسية، وهي ذراع مزعومة للدرب الساطع.

### الصراعات مع بيرو الحرة
في 29 يوليو 2021، عُينت وزيرة للتنمية والاندماج الاجتماعي في حكومة بيدرو كاستيلو.
في 23 يناير 2022، خلال مقابلة مع صحيفة لا ريبوبليكا، ذكرت بولوارت أنها لم تتبنَ أبدًا أيديولوجية بيرو الحرة. بعد ذلك، طرد الأمين العام للحزب، فلاديمير سيرون، بولوارت من بيرو الحرة ونشر على تويتر، «مخلصون دائمًا، خونة أبدًا». ادعى سيرون أن تعليق بولوارت تهدد وحدة الحزب. طالب أعضاء الحزب لاحقًا بطردها، قائلين إن بولوارت «لا تفعل شيئًا أكثر من خلق الانقسام وتشويه صورة» سيرون.
في 25 نوفمبر 2022، استقالت من منصبها كوزيرة للتنمية والاندماج الاجتماعي، لكنها ظلت نائبة أولى للرئيس.
في 5 ديسمبر 2022، بعد التصويت بأغلبية 13 صوتًا مقابل 8 أصوات، قدمت اللجنة الفرعية المعنية بالاتهامات الدستورية شكوى دستورية ضد بولوارت، فحواها أنها أدارت ناديًا خاصًا يُدعى نادي أبوريماك عندما كانت وزيرة للتنمية.

## الرئاسة (منذ 2022)

### الافتتاح
في 7 ديسمبر 2022، خلال الأزمة السياسية في بيرو عندما حاول بيدرو كاستيلو حل مجلس الشيوخ في جمهورية بيرو خلال إجراءات عزله، أدانت بولوارت هذه الخطوة ووصفتها بأنها «انهيار للنظام الدستوري» وتولت الرئاسة بعد عزل كاستيلو.
هكذا أصبحت بولوارت أول رئيسة لبيرو. تعد رئاسة بولوارت أحدث مثال في تاريخ بيرو لنائب أول للرئيس يخلف رئيسًا لم يعد قادرًا على الخدمة، بعد أن أصبح النائب الأول للرئيس مارتن فيزكارا رئيسًا بعد استقالة الرئيس بيدرو بابلو كوشينسكي في عام 2018. تولى رئاسة بيرو سبعة رؤساء منذ عام 2015 وحتى عام 2022.
وفي أول خطاب لها أمام مجلس الشيوخ، نددت بالرئيس كاستيلو وأعلنت رغبتها في تشكيل حكومة وحدة وطنية لحل الأزمة السياسية الحالية. أثناء تشكيل حكومتها، تشاورت مع جميع الأحزاب الرئيسية، لكنها لم تختر أيًا من أعضاء مجلس الشيوخ. بدلًا من ذلك، شكلت ما نُظر إليه على نطاق واسع على أنه حكومة تكنوقراطية بقيادة بيدرو أنجولو أرانا، المحامي الذي واجه 13 تحقيقًا جنائيًا اعتبارًا من تعيينه في ديسمبر 2022، بما في ذلك إساءة استخدام السلطة، وإساءة استخدام الإدارة العامة، وإساءة استخدام العقيدة العامة، والابتزاز، والانتزاع، وغيرها.
علق المراقبون أنه مع تزايد الاحتجاجات وقاعدة الدعم غير المحددة، من المرجح ألا تُمنح حكومة بولوارت المساحة اللازمة لتحقيق النجاح، سواء من قبل مجلس الشيوخ أو الشعب.

#### الاعتراف
كان الاعتراف الدولي بحكومة بولوارت مختلطًا.
اعترف أعضاء منتدى ساو باولو مثل لويس إيناسيو لولا دا سيلفا من البرازيل وغابرييل بوريك من تشيلي ببولوارت. اعترفت الولايات المتحدة ببولوارت رئيسةً. أيدت إسبانيا أيضًا العودة إلى «النظام الدستوري».
واصلت حكومات أمريكا اللاتينية، بما في ذلك الأرجنتين وبوليفيا وكولومبيا وهندوراس والمكسيك وفنزويلا، الاعتراف بأن بيدرو كاستيلو هو الرئيس المنتخب ديمقراطيًا لبيرو بعد الأحداث التي وقعت في ديسمبر 2022 ورفضوا الاعتراف ببولوارت. ندد زعماء أمريكا اللاتينية اليساريون مثل نيكولاس مادورو من فنزويلا، وأندريس مانويل لوبيس أوبرادور من المكسيك، وغوستافو بيترو من كولومبيا، وألبرتو فرنانديز من الأرجنتين، ولويس آرس من بوليفيا خلال أزمة بوليفيا، بحكومة بولوارت باعتبارها انقلابًا يمينيًا، وقارنوا الوضع بأنه مشابه لصعود البوليفية جانين آنييز خلال الأزمة السياسية البوليفية عام 2019. يواصل الرؤساء الحاليون دعم مزاعم بيدرو كاستيلو بأنه الرئيس الشرعي في ظل «حكومة استثنائية».

### الاحتجاجات
وفقًا لشبكة سي إن إن، ردت حكومة بولوارت «على المتظاهرين بالعصا والجزرة؛ فقد عرض الرئيسة بولوارت إمكانية إجراء انتخابات مبكرة، في حين أعلن وزير دفاعها لويس ألبرتو أوتارولا... حالة الطوارئ ونشر القوات في الشارع». وصفت صحيفة نيويورك تايمز رد بولوارت بأنه «متشدد». في 12 ديسمبر، في أعقاب الاحتجاجات التي اندلعت بعد إقالة بيدرو كاستيلو، أعلنت الرئيسة بولوارت أنها ومجلس الشيوخ اتفقا على تقديم الانتخابات العامة المقبلة من أبريل 2026 إلى أبريل 2024. في 14 ديسمبر، أعلن ألبرتو أوتارولا، وزير دفاع بولوارت، حالة الطوارئ لمدة 30 يومًا لقمع «أعمال العنف والتخريب».